# Bodo Staiger
Bodo Staiger (* 27. Oktober 1949 in Düsseldorf; † 4. Dezember 2019 ebenda) war ein deutscher Musiker und Produzent.

## Biografie
Staiger spielte als 18-Jähriger zusammen mit Marius Müller-Westernhagen in der Rock-’n’-Roll-Band Harakiri Whoom. Danach gründete er zusammen mit Karl Bartos die Jazz-Rock-Formation Sinus. Ab Mitte der 1970er Jahre spielte er mit der Rockband Lilac Angels ein Album ein. Bekannt wurde er aber dann als Sänger der NDW-Band Rheingold, die er 1980, beeinflusst von Bands wie Kraftwerk und La Düsseldorf, gründete. Mit der Band veröffentlichte er zwischen 1980 und 1984 drei Alben und mehrere kommerziell erfolgreiche Singles wie Dreiklangs-Dimensionen.
1982 verkörperte Staiger in dem deutschen Horrorfilm Der Fan den Popstar R., der nach einer flüchtigen Liebesnacht mit einem weiblichen Fan ermordet und verzehrt wird. Für die 1984 erschienene deutsche Kinofilmkomödie Jagger und Spaghetti war er mit für die Filmmusik verantwortlich.
Zuletzt arbeitete Staiger als Produzent und Toningenieur in Düsseldorf. 1997 wirkte er bei der Produktion eines Soloalbums des ehemaligen Kraftwerk-Musikers Wolfgang Flür mit, das unter dem Projektnamen Yamo veröffentlicht wurde.

## Filmografie
- 1982: Der Fan (Spielfilm), (Darsteller), (Filmmusik)
- 1984: Jagger und Spaghetti (Spielfilm), (Filmmusik)
- 2009: Who Is Highlife? (Dokumentarfilm), (Mitwirkung)